# 도마고이

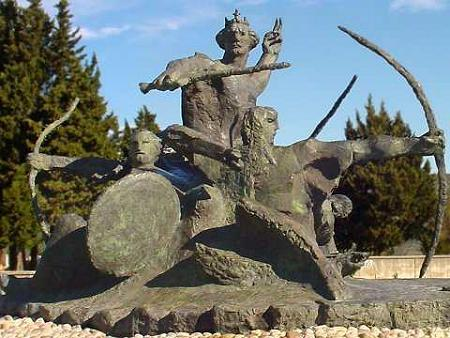
메트코비치 인근에 위치한 비드(Vid)에 세워진 도마고이 동상

도마고이(크로아티아어: Domagoj, 라틴어: Domagoi 도마고이[*], 생년 미상 ~ 876년)는 크로아티아의 공작(재위: 864년 ~ 876년)이다. 도마고예비치 가(Domagojević) 출신이다.

## 생애
864년 트르피미르 1세(Trpimir I)가 사망한 이후에 즈데슬라브(Zdeslav)의 폐위를 요구하는 반란을 일으키면서 즉위했다. 한편 트르피미르 1세의 아들이었던 즈데슬라브(Zdeslav), 페테르(Peter), 문치미르(Muncimir)는 다른 곳으로 망명하게 된다.
도마고이가 크로아티아의 공작으로 즉위한 이후에 크로아티아는 해적의 소굴이 되어 있었다. 또한 베네치아 공화국은 비잔티움 제국으로부터 완전한 독립을 원했고 아드리아해의 패권을 갖겠다는 야심을 갖고 있었다. 865년 도마고이 공작은 베네치아 공화국과의 평화를 위해 베네치아 공화국의 선박들이 아드리아해를 안전하게 통과하는 것에 동의했다. 871년에는 동프랑크 왕국 해군과 함께 바리에서 활동하던 아라비아 해적을 소탕했다. 874년에는 교황 요한 8세에게 아드리아해의 해적 활동을 억제해 줄 것을 요구했지만 성사되지는 않았다.
875년에는 동프랑크 왕국의 루도비쿠스 2세 게르마니쿠스 국왕의 지원을 받은 프랑크인들이 달마티아에서 반란을 일으켰다. 876년에 동프랑크 왕국의 국왕으로 즉위한 카를로마누스가 크로아티아를 지원하기 위해 무장 반란을 준비했지만 도마고이 공작이 사망하면서 성사되지 않았다. 878년에는 즈데슬라브가 비잔티움 제국의 지원을 통해 크로아티아의 공작위로 즉위했다.
| 전임 트르피미르 1세 | 크로아티아의 공작 864년 ~ 876년 | 후임 즈데슬라브 |

## 같이 보기
- 크로아티아의 역사